# ライブヒルズ
ライブヒルズ（Live Hills）は札幌市清田区の丘陵地（平岡公園東,里塚緑ヶ丘）にあるニュータウンである。
元々はリンゴ畑や酪農地帯がひろがっていたが1974年以降、札幌市と丸紅によって開発が進められた。

## 主な施設
- 平岡公園
- 道央自動車道
- 国道274号（札幌新道）
- 上野幌駅
- 厚別東通
- イオンモール札幌平岡（イオン札幌平岡店）
- ホクレンショップ 平岡公園通店
- ココカラファイン 平岡公園通店
- ツルハドラッグ 札幌緑ヶ丘店
- コープ札幌 平岡店
- DCMホーマック 平岡店
- auショップ上野幌店
- 札幌平岡公園郵便局
- 札幌緑ヶ丘郵便局
- 札幌市立平岡緑中学校
- 札幌市立平岡公園小学校

## 交通機関
- 北海道中央バス 大曲営業所、白石営業所[1]
- ジェイ・アール北海道バス 空知線[2]